# ゲームプレイヤーコミックス
『ゲームプレイヤーコミックス』は、みのり書房がかつて発行していたアンソロジーコミック。レーベルはOUT COMICS。

## 概要
『ドラゴンクエスト4コママンガ劇場』のヒット後のゲームパロディのアンソロジーコミックのブームを受けて、1991年5月に季刊誌として創刊。主に『ドラゴンクエスト4コママンガ劇場』、『ファミコン必勝本』の執筆陣が参加した。4号から隔月発行となった。
1992年夏、1号のみで休刊となった『コミックゼノン』にも、本誌の執筆陣が多数参加した。なお、6号には発売されなかった『コミックゼノン』vol.2の自社広告が載っている。
1992年10月に、7号で休刊した。最終号での編集後記では「現在の形式では最後。形を変えて再出発するかこのままなくなるかと」といった趣旨の発言がなされており、結局復活しなかった。
別冊として、ハドソン特集本『ハドソン魔境 原人爆発伝説』、ゲームデザイナー入門『桃太郎秘伝』（上・下巻）の3冊があった。
いずれの作品も単行本化されることはなかった。ただし、掲載作の後継と言えるものが他誌で掲載され、単行本化された作品はいくつかある。衛藤ヒロユキのみ4号からオリジナル作品『FANTASY CPU Pico☆Pico』の1000年以上後の世界を描いた『Pico☆Pico』が『月刊少年ギャグ王』で連載され、単行本全1巻が発行された。また、石田和明が連載したウィザードリィの漫画作「迷宮へようこそ!」のメインキャラクター「レニフィル」を使った『レニフィルの冒険』が同じく『月刊少年ギャグ王』にて1994年から連載され、全4巻の単行本が発売された。なお、同作はウィザードリィ漫画ではない。

## 主な執筆作家
- 石垣環
- 石田和明
- 衛藤ヒロユキ
- 島田ひろかず
- 新貝田鉄也郎
- 高室弓生
- もりけん
- やぶのてんや